# 1663
Năm 1663 (Số La Mã:MDCLXIII) là một năm thường bắt đầu vào thứ hai (liên kết sẽ hiển thị đầy đủ lịch) trong lịch Gregory (hoặc một năm thường bắt đầu vào thứ năm của lịch Julius chậm hơn 10 ngày).

## Sự kiện

### Tháng 10
- 19 tháng 10: Liên quân Mãn Thanh và Hà Lan tiến công Kim Môn và Hạ Môn.

### Tháng 11
- 18 tháng 11: Quân Thanh đánh chiếm đảo Ngô.